# Індіана Джонс і королівство кришталевого черепа
«Індіана Джонс і королівство кришталевого черепа» (англ. Indiana Jones and the Kingdom of the Crystal Skull) — американський пригодницький фільм 2008 року, режисера Стівена Спілберга і продюсера Джорджа Лукаса, четвертий фільм про пригоди Індіани Джонса. Зйомки фільму почалися 18 червня 2007 року і тривали 79 днів. Прем'єра відбулася 18 травня 2008 на 61-му Канському кінофестивалі, в світовому прокаті з 22 травня.
При бюджеті 185 млн доларів стрічка зібрала 786 млн і стала другим найкасовішим фільмом 2008 року. Вона також стала найприбутковішою у кіносерії про Індіану Джонса.

## Сюжет
1957 рік, розпал Холодної війни між США та СРСР. Група радянських військових, очолювана вченою-фанатичкою Іриною Спалько, проникає на секретну базу-сховище, розташовану в пустелі штату Невада, в «Зоні 51». Спалько везе з собою захопленого в полон археолога Індіану Джонса і його друга Мака. Увірвавшись до сховища, Ірина змушує Джонса знайти там ящик з намагніченим вмістом. Скориставшись залізним дробом, він знаходить шуканий ящик, у якому лежать останки інопланетянина. Скориставшись здивуванням солдатів, Індіана тікає, але стикається із зрадою Мака, який працює на Спалько. Джонс опиняється на полігоні для випробувань ядерної бомби і ховається від радіації в свинцевому холодильнику.
Індіана опиняється під жорстким пресом ФБР, які підозрюють його в шпигунстві на користь Радянського Союзу. На допиті він розповідає, що входив до групи, яка досліджувала місце падіння НЛО в Розвеллі. КДБ розшукує подібні речі для використання як паранормальної зброї. Підозри виявляються настільки серйозними, що Джонсу, який повернувся було до викладацької роботи, доводиться залишити Маршалл Коледж, де він пропрацював понад 25 років, щоб уникнути ганебного звільнення.
Індіана має намір вирушити в подорож і пошукати собі нове місце де-небудь, де немає «полювання на відьом», але в останній момент його буквально знімає з поїзда хлопець-модник, що називався Меттом «Псом» Вільямсом. Метт просить професора Джонса про допомогу — друг його матері, старий колега і колись близький друг самого Джонса Гарольд Окслі, зник у Перу, встигнувши переслати Метту лист. Він мав з собою кришталевий череп, за легендою викрадений з Акатора. Та ж легенда говорить, що той, хто поверне череп на місце, отримує величезну силу.
Невдовзі Індіану та Метта переслідує КДБ. Вони відправляються в Перу, до геогліфів Наски. Як їм стає відомо, Окса в напівбожевільним стані підібрали черниці, однак через деякий час невідомі забрали Окслі з їхнього притулку. Оглядаючи камеру, де утримувався Окслі, Джонс і Метт виявляють безліч написів «повернення» і кілька малюнків витягнутого черепа з величезними очницями — саме таку форму стародавні наска штучним чином надавали своїм головам, аби стати схожими на богів. Під шаром пилу і піску на підлозі камери професор Джонс виявляє ще карту, яка приводить до усипальниці Франсиско де Орельяна, сподвижника Франсиско Піссарро, який шукав Ельдорадо.
Вражений знахідкою Індіана, проте, змушений визнати, що першим виявив гробницю саме Окслі, і навіть зумів побувати там двічі. Поруч з мумією де Орельяна професор Джонс виявляє кришталевий череп витягнутої форми з магнітними властивостями. Згадавши про написи «повернення» в камері Окслі, Індіана приходить до висновку, що Окс забирав звідси череп, але через деякий час повернув його на місце.
Джонс вирішує все-таки забрати з собою таємничу знахідку, але на виході з гробниці де Орельяна його і Метта його чекає зрадник Мак і радянські військові. Незабаром Джонса з Меттом радянські солдати доставляють їх в наметове містечко у джунглях, де їх чекає Спалько. Ірина демонструє Джонсу тіло істоти, що має, на її думку, позаземне походження — це ті самі останки, які Джонс зовсім недавно допоміг відшукати на секретному складі. З тіла витягнутий скелет, та Ірина вважає, що цей скелет був кришталевим. Ірина прагне знайти таємне знання прибульців, сховане в головному храмі Ельдорадо, для чого повинна повернути туди кришталевий череп.
В руках у Ірини виявляється не тільки Джонс і Метт, а й зниклий Окслі, а також Меріон Рейвенвуд — колишня коханка Індіани, яка супроводжувала археолога в пошуках Ковчега понад 20 років тому, котра виявляється матір'ю Метта. Той влаштовує втечу, але Індіана й Меріон потрапляють в зибучі піски. Поки Метт і божевільний Окс рятують їх, Меріон зізнається Джонсу, що Метта насправді звати Генрі, на честь Генрі Джонса-молодшого і він син Індіани. Ірина схоплює втікачів та везе їх через джунглі в напрямі Акатора.
Дорогою Джонс свариться з Меріон, яка не може пробачити Індіані, що той покинув її буквально за кілька днів до призначеного весілля. В джунглях Індіана намагається втекти з черепом, тоді як радянські солдати переслідують його. Врешті Джонс і компанія відривається від Спалько, яка втратила більшу частину своїх людей, в тому числі і вірного підручного полковника Довченко, якого з'їдають хижі мурахи.
Тим часом розум Окса прояснюється і він приводить Індіану й інших до Акатору. Індіана розшукує храм, в якому повинен зберігатися череп. Він виявляється наповнений скарбами і пам'ятками стародавніх цивілізацій, розташованих в різних частинах світу, які збирали хазяї храму. Індіана Джонс і його друзі входять до зали, де на тронах сидять 13 кришталевих кістяків дивних істот з черепами витягнутої форми і величезними очницями. Лише один скелет позбавлений голови. Повернути кришталевий череп на місце не дає Індіані Ірина, що знаходить його за маячками. Щойно Ірина ставить череп на місце, Окслі починає говорити на стародавньому діалекті індіанців майя — повторюючи думки істот: вони хочуть віддячити за повернення черепа. Ірина просить у них таємні знання, але не може витримати всього їх обсягу і гине.
Храм починає руйнуватися, Індіана, Метт, Меріон і Окслі бачать, як з його піднімається літаюча тарілка, а на місці Акатора утворюється вирва, котру швидко затоплює вода. Окслі остаточно відновлює здоровий глузд, кажучи, що прибульці з інших світів вирушили додому, а їх багатством було не золото, а знання. Меріон і Індіана обіймаються, а Метт звикає до прізвиська «молодший», як колись звав Індіану батько. Наприкінці Індіана поведе Меріон до вівтаря укласти шлюб.

## У ролях
- Гаррісон Форд — Індіана Джонс
- Кейт Бланшетт — Ірина Спалько
- Карен Аллен — Меріон Ревенвуд
- Шая Лабаф — Генрі «Метт Віллямс» Джонс III
- Рей Вінстон — Джордж «Мак» Макгейл
- Джон Герт — професор Гарольд «Окс» Окслі
- Джим Бродбент — Дін Чарльз Стенфорт
- Ігор Жижикін — російський полковник Довченко
- Алан Дейл — генерал Росс
- Ніл Флінн — агент ФБР Пол Сміт
- Ендрю Дівофф — радянський агент Грант
- Ілля Волох — радянський солдат
- Дмитро Дяченко — радянський солдат

## Касові збори
Під час показу в Україні, що розпочався 22 травня 2008 року, протягом перших вихідних фільм демонстрували на 89 екранах, що дозволило йому зібрати $739,103 і посісти 1 місце в кінопрокаті того тижня. Фільм залишився на першій сходинці українського кінопрокату наступного тижня, хоч досі демонструвався на 89 екранах і зібрав за ті вихідні ще $336,045. Загалом фільм в кінопрокаті України пробув 11 тижнів і зібрав $1,611,348, посівши 9 місце серед найбільш касових фільмів 2008 року.